# Sanja fesztivál

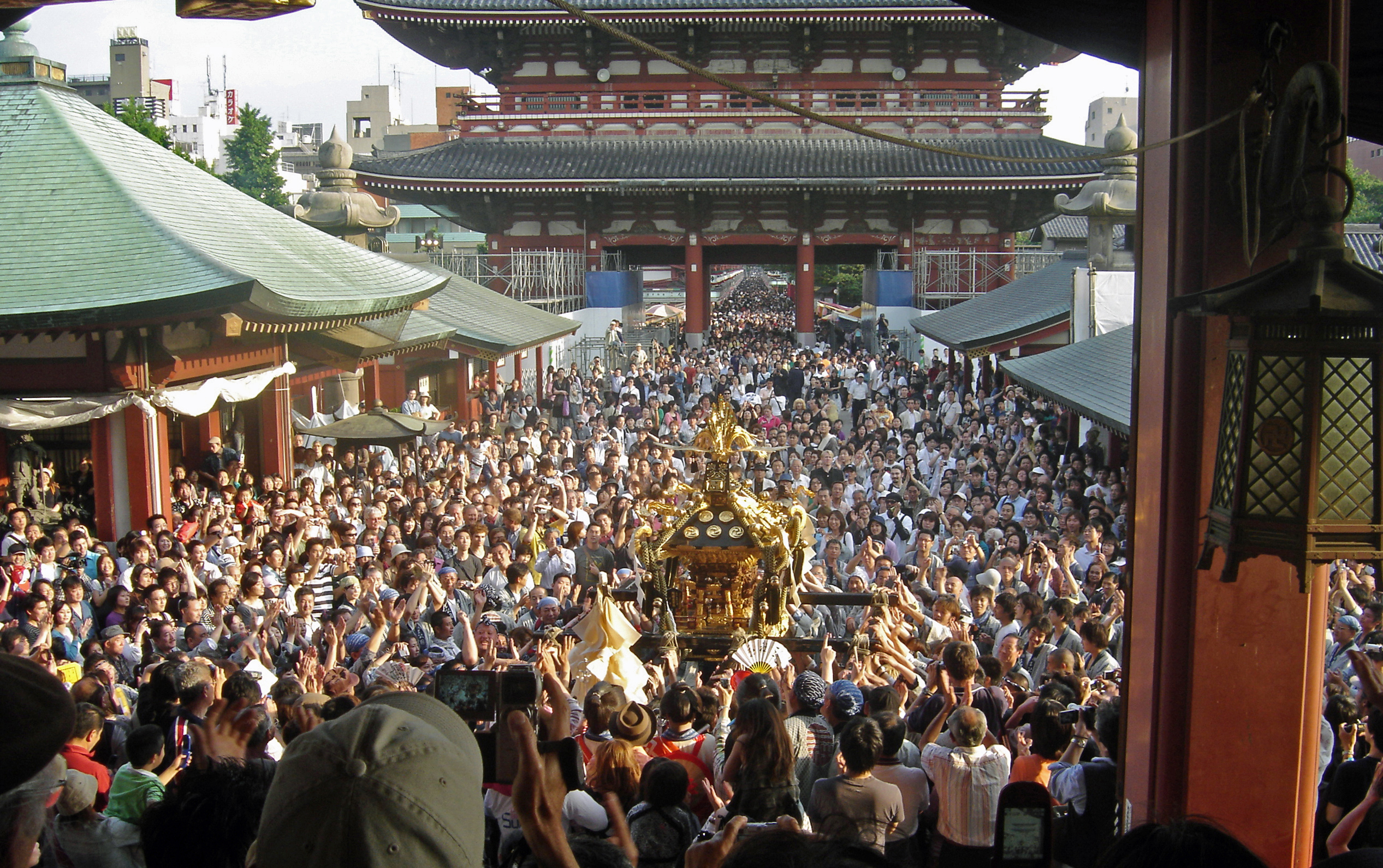
Szenszódzsi

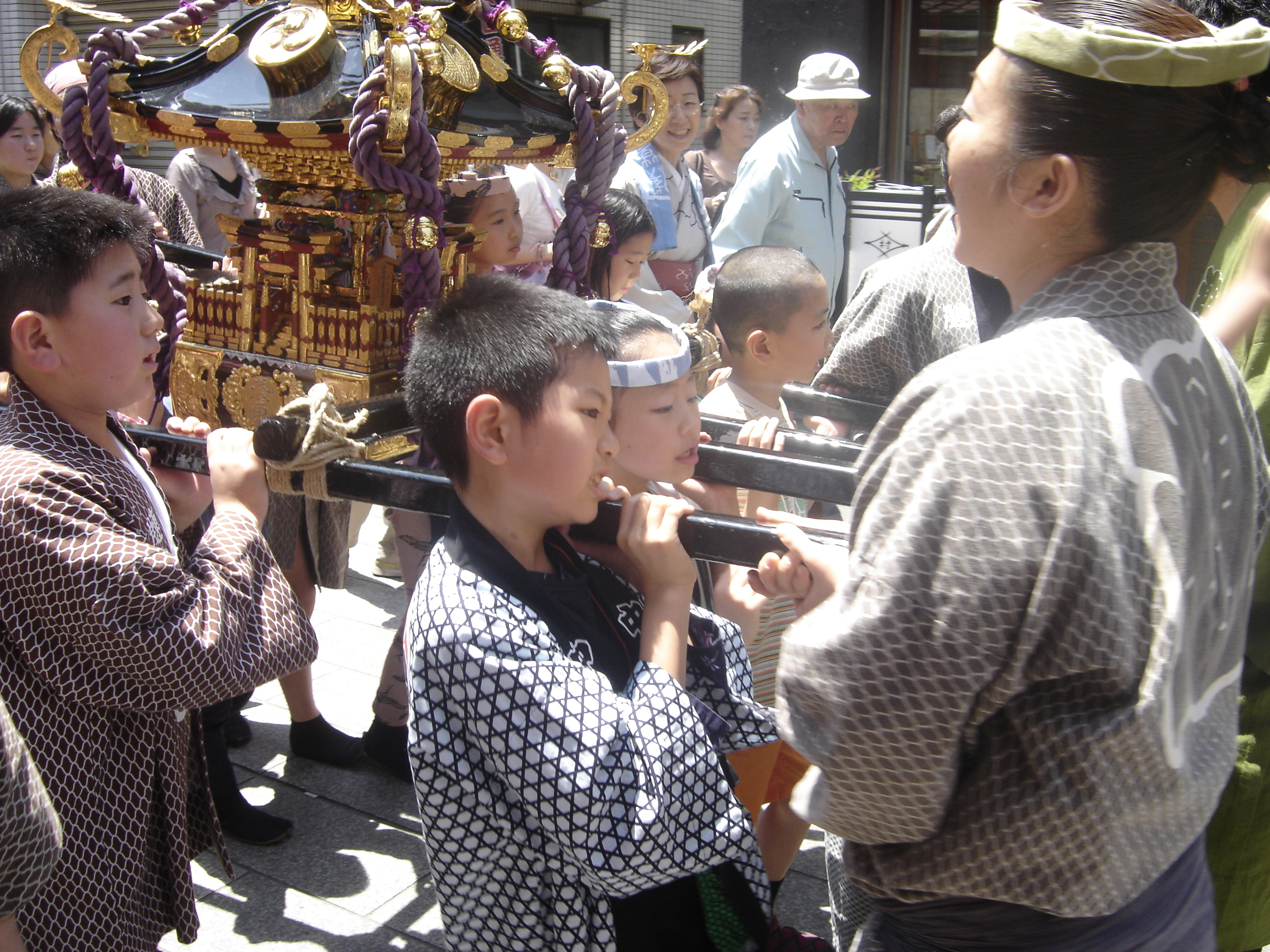
Gyermekek által hordozott mikoshi

A szandzsa macuri (三社祭, vagyis a Három Szentély Fesztivál) az egyik legnagyobb sintó fesztivál Tokióban, melyet minden év májusának harmadik hétvégéjén tartanak Aszakusza szentélyében. A felvonuláson három mikosit (hordozható szentély) visznek körbe, valamint tradicionális dalokat játszanak, és tradicionális táncokat járnak. Úgy tartják, ez az egyik legnagyobb és legszórakoztatóbb fesztivál Japánban. A fesztivál három napján körülbelül másfél – két millió ember fordul meg, köztük helyi lakosok és turisták is.
A fesztivált Hinokumano Hamanari, Hinokumano Takenari és Hadzsino Manakacsi tiszteletére tartják. Ez a három ember alapította meg a Szenszódzsi buddhista templomot.

## Története
Mint ahogy a legtöbb japán fesztivál, a Szandzsa Macuri is egy vallásos ünnep, melyet három kaminak, vagyis szellemnek a tiszteletére tartanak.
Úgy tartják, hogy két halász fivér, Hinokumano Hamanari és Hinokumano Takenari, miközben a Szumidán horgásztak 628 március 18-án kora reggel, egy Kuanjin bódhiszattva szobrot találtak a hálójukban. A harmadik ember, egy jómódú földtulajdonos, Hadzsino Manakacsi hallott a felfedezésről, megkereste a fivéreket, és bevezette őket a buddhizmusba. A három ember ezt követően az életét a buddhizmus tanainak szentelte, a szobrot pedig egy kis szentélyben felszenteltették. Ez a szentély, mai nevén Szenszódzsi jelenleg a Kuanjin szobor otthona, és egyben a legrégibb szentély Tokióban.
A Szandzsa Macurinak különböző nevei voltak az idők során, mint például Kannon Macuri, Aszakusza Macuri. A fesztivál menete is a 7. századtól folyamatosan változott, mai formáját az Edo-korban nyerte el. 1649-ben Tokugava Iemicu sógun megbízásából kezdték el az aszakuszai szentély felépítését.